# Crenadactylus ocellatus
Crenadactylus ocellatus — вид геконоподібних ящірок родини диплодактилідів (Diplodactylidae). Ендемік Австралії.

## Поширення і екологія
Crenadactylus ocellatus мешкають на південному заході Західної Австралії. Вони живуть в евкаліптових та ксантореєвих рідколіссях та на спінніфексових луках.